# Bérig-Vintrange
Bérig-Vintrange település Franciaországban, Moselle megyében. Lakosainak száma 213 fő (2022. január 1.). Bérig-Vintrange Bistroff, Grostenquin, Harprich és Vallerange községekkel határos.

## Népesség
A település népességének változása:
| Lakosok száma | 252  | 237  | 223  | 229  | 226  | 224  | 219  | 216  | 216  | 213  |
|               | 1968 | 1982 | 1990 | 2006 | 2013 | 2015 | 2017 | 2019 | 2020 | 2022 |